# Ingrid St-Pierre
Pour les articles homonymes, voir Saint-Pierre.
Ingrid St-Pierre est une auteure-compositrice-interprète québécoise née en 1985 à Cabano,.

## Biographie
Ingrid St-Pierre grandit et vit à Cabano  jusqu'à l'âge de 17 ans, puis part étudier à Québec pour finalement s'établir à Trois-Rivières, où elle étudie la psychologie,. Elle lance son album Ma petite mam'zelle de chemin le 24 mai 2011. L'extrait Mercure au chrome et p'tits pansements est joué à chaque jour sur les différentes chaînes radiophoniques de la province. Elle est nommée « découverte francophone » pour les mois de septembre et d'octobre par les Radios francophones publiques et devient la porte-parole de la 11e soirée Éclair de jeunesse du forum jeunesse Mauricie. Par l'entremise de la chanson Ficelles, Ingrid St-Pierre s'associe à la fondation Recherche Alzheimer. Cette chanson a été écrite et est dédiée à sa grand-mère, atteinte de la maladie. Ingrid joue du piano depuis son jeune âge.
Lors du gala de l'ADISQ 2012, Ingrid St-Pierre est mise en nomination dans la catégorie « Révélation de l'année ». Elle est battue par Lisa Leblanc.
Lors du gala de l'ADISQ 2013, elle est mise en nomination dans la catégorie « Album adulte contemporain » pour l'album L'escapade. Elle est battue par Céline Dion.
Petite plage, est sorti sous l'étiquette Simone Records le 25 janvier 2019 puis le 11 mars 2022 est sorti l'album Ludmilla sous la même étiquette.
Lors du gala de l'ADISQ 2023, Ingrid St-Pierre est mise en nomination dans la catégorie « Auteur.e ou compositeur, compositrice de l'année » pour l'album Reines. Elle est battue par Daniel Bélanger.

## Vidéographie
- Desjardins (réalisation Philippe Arsenault)
- Ficelles (réalisation Valérie Dupras et Jean-François Lévesque)
- Valentine (réalisation Sébastien Gagné)
- Feu de Bengale (réalisation Sébastien Gagné)
- La planque à libellules (réalisation Jean-François Blais)

## Participation
- Mai 2012 : Le sable et la mer, Les duos improbables (Avec les Denis Drolet)
- Novembre 2012 : Quelque chose et moi, Duos de mes chansons… au Québec! (Avec Gérard Lenorman)
- Octobre 2013 : Blanc cassé, Le mouvement des marées (Avec Alexandre Poulin)
- Avril 2014 : La ballerine, Sans regret (Avec Brigitte Boisjoli)
- Octobre 2014 : Fais-moi une place, Les duos improbables II (Avec Éric Salvail)